# Chiaki J. Konaka
Chiaki J. Konaka föddes den 4 april 1961 och är en japansk anime-manusförfattare.
Hans arbeten har generellt en mörk, psykologisk ton. Han är mest känd för animen Serial Experiments Lain.
Då han är ett fan av både Neon Genesis Evangelion och H. P. Lovecrafts verk, tenderar Konaka att lägga till element från dem i sina egna verk.

## Produktion
Följande verk är Konaka manusförfattare till:
- Armitage III
- Astro Boy (2003 års version.)
- Birdy the Mighty
- Bubblegum Crisis: Tokyo 2040
- Catnapped!
- Devil Lady
- Digimon Adventure 02
- Futari Ecchi
- Gakkou ga Kowai! Inuki Kanako Zekkyou Collection
- Hellsing
- Magic User's Club
- Malice@Doll
- Marebito
- Narutaru (Shadow Star)
- Parasite Dolls
- Princess Tutu
- RahXephon
- Serial Experiments Lain
- Texhnolyze
- The Big O
- Vampire Princess Miyu
- Ultraman Tiga